# Jipsinghuizen
Jipsinghuizen (Gronings: Jipsenhoezen) is een buurtschap in de gemeente Westerwolde, in Westerwolde. Het ligt in de provincie Groningen, ongeveer drie kilometer ten noorden van Sellingen aan de Ruiten-Aa. Samen met het nabijgelegen gehucht Plaggenborg wonen er zo'n 160 inwoners. In het dorp bevindt een buurthuis, een basisschool (OBS Plaggenborg), een landbouwmechanisatiebedrijf, een mengvoederbedrijf, een tankstation en een hotel. Jipsinghuizen is een van de oude boermarken van het kerspel Vlagtwedde.

## Geschiedenis
In de naaste omgeving van het dorp zijn urnenvelden gevonden uit de late bronstijd.
Van ongeveer de 10e tot de 14e eeuw bevond zich een wüstung op de Zoeres(k) ten zuiden van Jipsinghuizen, waarvan de naam onbekend is. Deze nederzetting werd in 1999 gedateerd op basis van potscherven. Na het verdwijnen van de nederzetting werden de gronden toegevoegd aan de marke van Jipsinghuizen.
De marke van Jipsinghuizen werd opgericht in de 13e eeuw en bestond toen uit 6 erven.
Na de Slag bij Jipsinghuizen in 1665 werd het dorp volledig platgebrand door terugtrekkende Münsterse troepen.
Jipsinghuizen kreeg in 1818 een eigen school, die eigendom was van de marke. In 1829 bestond het dorp daarnaast uit 12 boerderijen en een rosmolen. In 1874 werd een nieuwe school gebouwd. De bebouwing concentreerde zich met name rond de Weenderstraat en bestond uit verspreid gelegen boerderijen.
In 1882 werd de marke verdeeld in 16 delen. Er waren toen 24 waardelen, verdeeld over 42 waarsgerechtigden. In hetzelfde jaar werden voor de ontginning van het gebied een aantal zandwegen aangelegd. De ontginning kwam echter in de eerste 20 jaar nauwelijks van de grond.

### Verbindingen

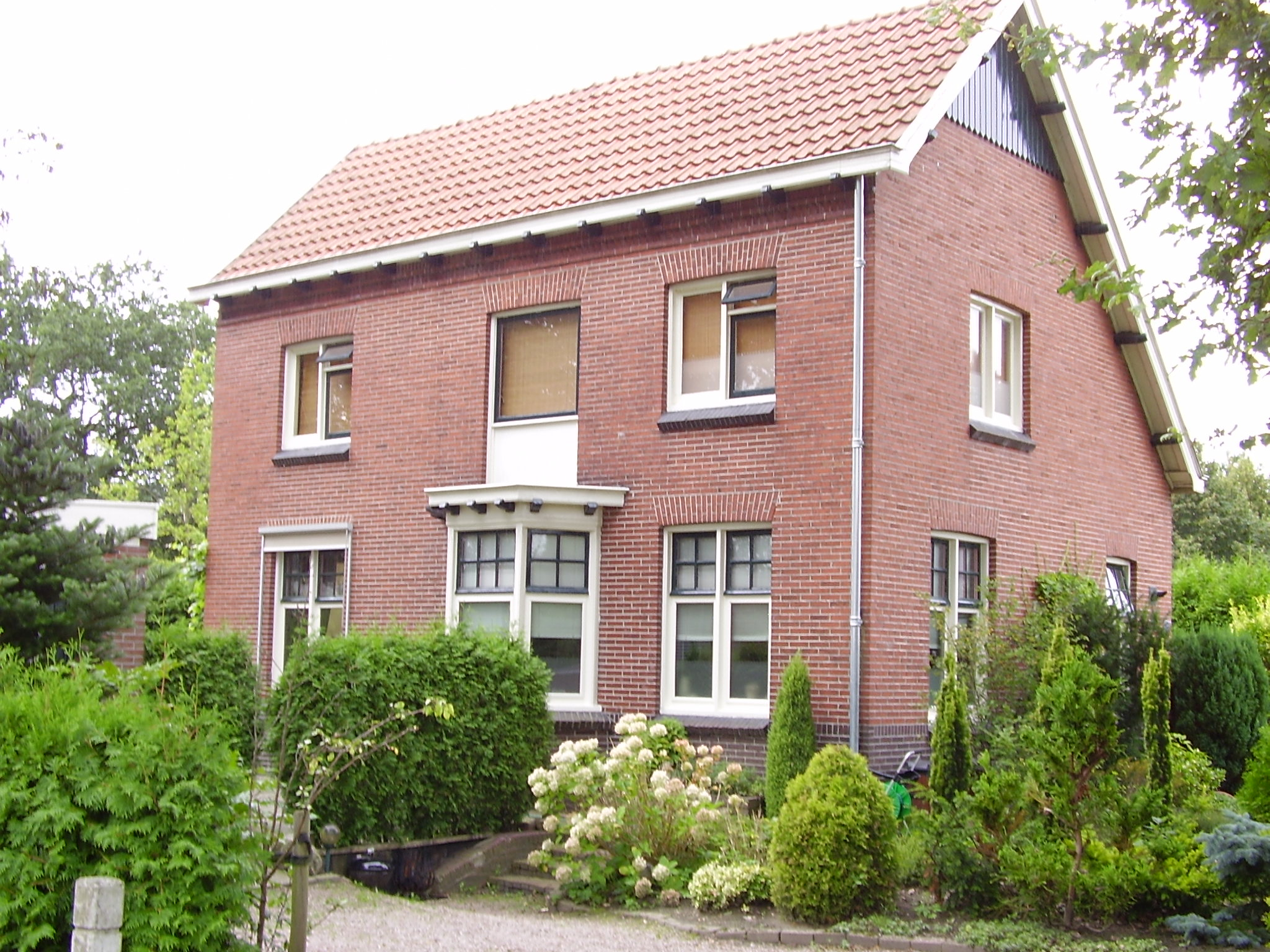
Voormalig tramstation van de OG in Jipsinghuizen

In 1915 kreeg Jipsinghuizen een station aan de stoomtramlijn Winschoten - Ter Apel van de OG. De lijn werd in 1948 opgeheven, maar het station is anno 2006 nog aanwezig op de hoek Weenderstraat-Wollinghuizerweg.
Een kilometer ten zuidoosten van Jipsinghuizen werd in 1918 de Jipsinghuizersluis aangelegd in het Ruiten-Aa-kanaal, dat zelf in 1916 gereed kwam. Dit kanaal werd tot na de Tweede Wereldoorlog gebruikt door de beroepsvaart. Sinds de jaren negentig van de twintigste eeuw is het weer bevaarbaar voor de pleziervaart met een beperkte diepgang en doorvaarthoogte. In 1918 kwam ook het Weende-Jipsinghuizenkanaal gereed. 

### Werkverschaffing

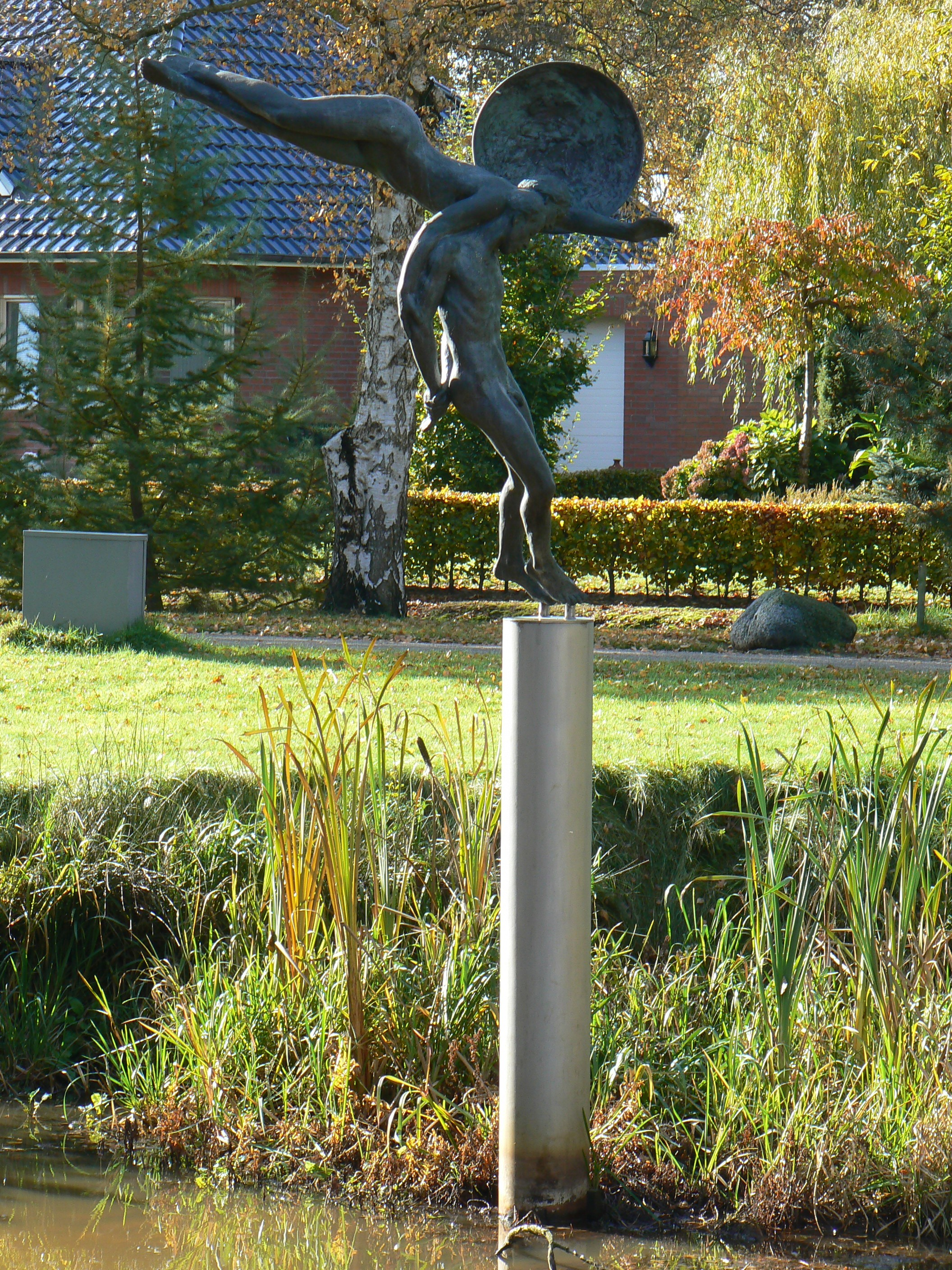
Monument werkverschaffing

In de Ruiten-Aa staat in Jipsinghuizen een monument gewijd aan de werkverschaffing in Westerwolde. Initiatiefnemer voor de werkverschaffing was begin jaren twintig van de 20e eeuw Jan Buiskool (burgemeester van achtereenvolgens Vlagtwedde en Delfzijl en rijksinspecteur van de werkverschaffing). De werkverschaffing werd georganiseerd door de in 1924 door Buiskool opgerichte N.V. Ontginningsmaatschappij De Vereenigde Groninger Gemeenten, waar uiteindelijk 50 Groninger gemeenten lid van zijn geworden. De werklozen werden per tram naar Jipsinghuizen gebracht om in de omgeving van het dorp de heide te ontginnen. Ze overnachtten in barakkenkampen, waar een straf regime heerste. De werklozen kregen een aanmerkelijk lager salaris dan gangbaar was in de landbouw. Het was zwaar lichamelijk werk en veel van de tewerkgestelden hadden een opleiding genoten en waren er in het geheel niet aan gewend. Bij protest kregen ze geen geld meer van de overheid en staken had geen zin. Dit leidde tot een gevoel van machteloosheid en woede richting de onverzettelijke Buiskool, die in 1924 zelfs tevergeefs probeerde om de geldende werkweek van 50 naar 55 uur te brengen. In 1925 weigerden 3 van de 4 stad-Groningse werklozen erheen te gaan en het jaar erop zelfs 9 van de 10. Het project werd wel de hel van Jipsinghuizen genoemd.
In 1935 werd voor de werkverschaffing Kamp De Beetse gebouwd aan de Zevenmeersveenweg. Dit kamp werd vanaf 1942 gebruikt voor de huisvesting van Joodse dwangarbeiders en na de oorlog tot 1948 voor het opsluiten van NSB'ers.
In de jaren 1950 werd de ontginning afgerond. Op de ontginningsgronden werd ook veel bos aangeplant.
De ontgonnen gebieden zijn in chronologische volgorde:
- Weenderveld, 525 ha groot
- Jipsinghuizerveld, 264 ha groot
- De Pallert, 92 ha groot
- Rhederveld, 447 ha
- Laudermarke, 253 ha
- Loosterveen, 474 ha groot
- Jipsingboertange, 204 ha groot
- Sellingerbeetse, 790 ha groot

### Ruilverkaveling en natuurontwikkeling
Vervolgens werd tot 1976 de ruilverkaveling Vlagtwedder Essen uitgevoerd, waarbij landerijen werden vergroot, rivieren werden gekanaliseerd, bossen vergroot en houtwallen geslecht. Het Brakbos bleef bij de ruilverkavelingen ongemoeid.
Tussen 2017 en 2021 werden enkele meanders hersteld en omringende gebieden omgezet naar natuurgebied in het kader van de aanleg van het Natuurnetwerk Nederland.
Het dorp werd in de 20e eeuw vanuit de Weenderstraat uitgebreid met huizen langs de Wollinghuizerweg bij de Plaggenborg.

## Natuur en recreatie

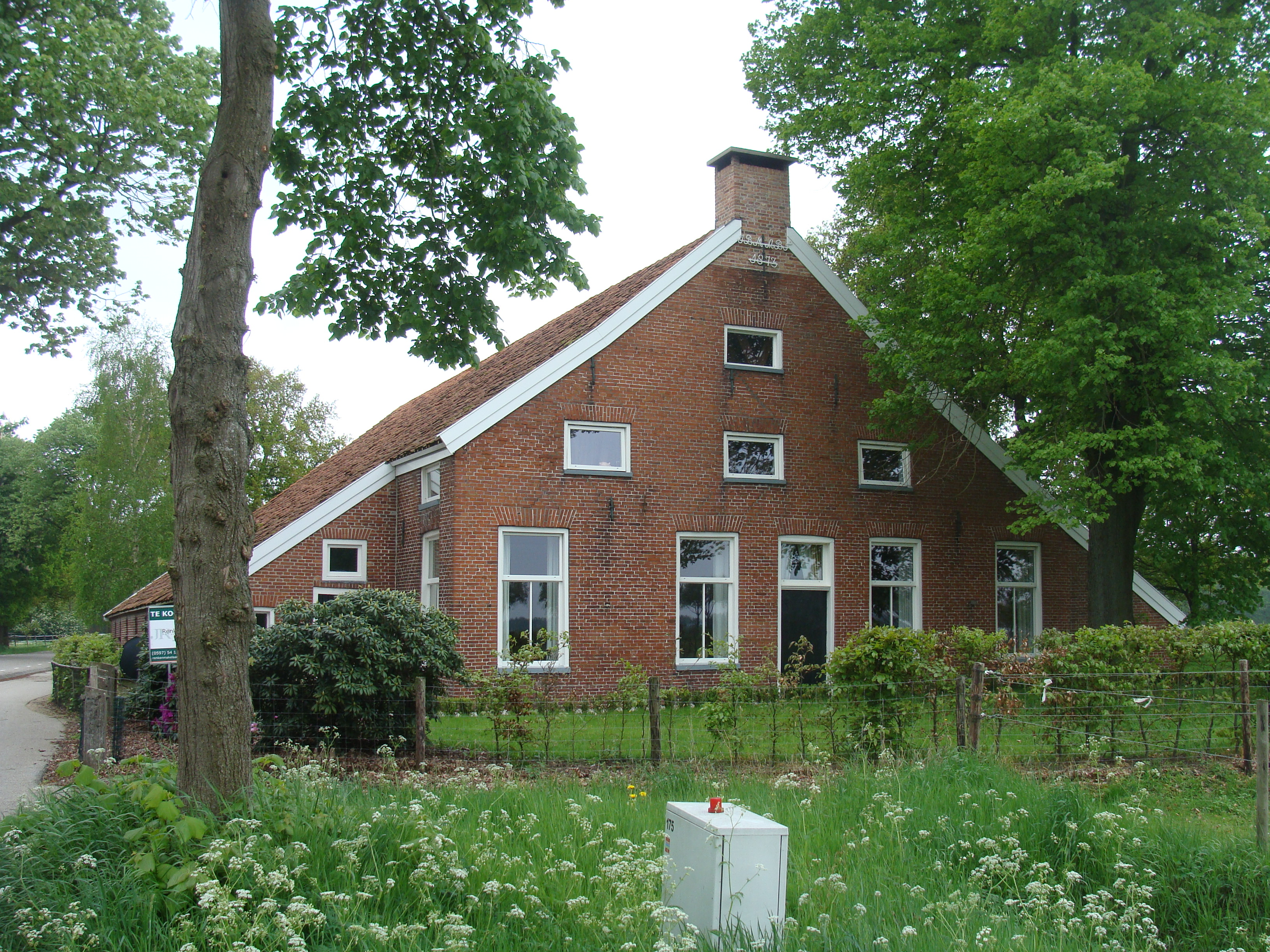
Monumentale boerderij Meendering uit 1873 (rijksmonument) in het centrum van het oude esgehucht.

Ten noorden van het dorp, tussen de Weenderstraat en de Wollinghuizerweg liggen gebieden die deel uitmaken van het natuurreservaat Dal van de Ruiten A van Natuurmonumenten. Het betreft hier gereconstrueerde meanders van de Ruiten-Aa. Ten zuidwesten van het dorp liggen gebieden die in het beheer zijn bij Staatsbosbeheer. Vanaf 2006 werd hier nieuwe natuur aangelegd.